# 청춘★ENERGY
청춘★ENERGY(일본어: 青春★ENERGY)는 후지 TV 계열 제작으로 매주 수요일 심야 24:45 - 25:08에 방송된 텔레비전 드라마 시간대이다.

## 작품 목록
《체케랏초!! in TOKYO》
《댄스드릴 아가씨》
《또 하나의 슈가 & 스파이스》
《오다이바완간 TV》
《결혼 피로연~인생 최악의 3시간~》